# Chúmbale (película de 2002)
Chúmbale es una película de Argentina filmada en colores dirigida por Aníbal Di Salvo sobre su propio guion escrito según la obra teatral homónima de Oscar Viale que se estrenó el 7 de febrero de 2002 y tuvo como actores principales a Enrique Pinti,  María Rosa Fugazot y Marcelo Mazzarello.

## Sinopsis
Una simple lata de pintura desata conflictos en la familia que vive en una humilde casa de un barrio de Buenos Aires.

## Reparto
Participaron del filme los siguientes intérpretes:
- Enrique Pinti…Roque
- María Rosa Fugazot
- Marcelo Mazzarello…Enzo
- Paulina Rachid
- Atilio Polverini
- Emiliano Lozano
- Ernesto Bo
- Alejandra Cotugno
- Carolina Touceda

## Comentarios
Aníbal M. Vinelli en Clarín escribió:

”Perro que ladra no muerde”.

Diego Trerotola en El Amante del Cine escribió:

”Todos los actores se convierten en una colección de puteadas y gestos extraídos de un manual de sobreactuación. Los bloopers de rodaje que desfilan durante los títulos finales son errores menos importantes que los utilizados en la película ”.

Luis Ormaechea en el sitio web Otrocampo.com   opinó:

”Una involuntaria muestra del patetismo, ya no de nuestra sociedad, sino de cierta parte de nuestro cine”